# Vallermosa
Vallermosa är en ort och kommun i provinsen Sydsardinien i regionen Sardinien i sydvästra Italien. Kommunen hade 1 922 invånare (2017).